# Gasparo Angiolini
Gasparo Angiolini (Firenca, 9. veljače 1731. – Milano, 6. veljače 1803.), talijanski koreograf i skladatelj
Prvi je uveo ples, glazbu i zaplet u dramski balet. Bio je baletni majstor u Bečkoj operi i carskom kazalištu u Sankt-Peterburgu. Surađivao je sa skladateljom C. Gluckom na njegovim baletima.